# Diepenburg
Diepenburg, Diepenburgh, Diepenburch of Diepenborch was een hofstede of kasteel omringd door een gracht in Midden-Delfland aan het eind van de Burgerdijkseweg, in het voormalige ambacht van De Lier. Het wordt gedateerd op het jaar 1373. Duidelijk nog zichtbaar zijn de motte en restanten van de ronde slotgracht. Bij geringe opgravingen gedaan in 1975 is een diepe beerput aangetroffen uit de zestiende eeuw. In deze put zijn ook vondsten uit de twaalfde eeuw gedaan. Waarschijnlijk was dat ook het beginpunt van bewoning op deze plek. Verder is aardewerk uit de veertiende en vijftiende eeuw en muurwerk van kloostermoppen gevonden.
Ghisekijn van Ammers, geboren omstreeks 1291, overleden 19 oktober 1373 kreeg op 15 september 1337 de hofstede Diepenburg met 26 morgen land in leen van de graaf van Holland. Deze Ghisekijn (Gijsbrecht), was de zoon van een andere Ghisekijn van Ammers die geboren was omstreeks 1258 en overleed op 4 mei 1309 en die in 1295 baljuw werd van Delfland en Schieland en kort erna ridder. In 1387 kwam het huis in bezit van Ghijzekijn van Diepenburg, de kleinzoon van Ghisekijn van Ammers. Het is niet bekend wie de stichter en de eerste bewoner was. Ook is niet bekend wanneer het kasteel is gesloopt.
Momenteel staat op de plek een boerderij genaamd Het Kraaijenest. Het land strekte uit van De Lier tot aan de Maaslandse Dam, waarvan een groot deel is gekocht door de gemeente De Lier. In opdracht van de gemeente is vanaf 1993 het recreatiegebied Kraaiennest aangelegd.

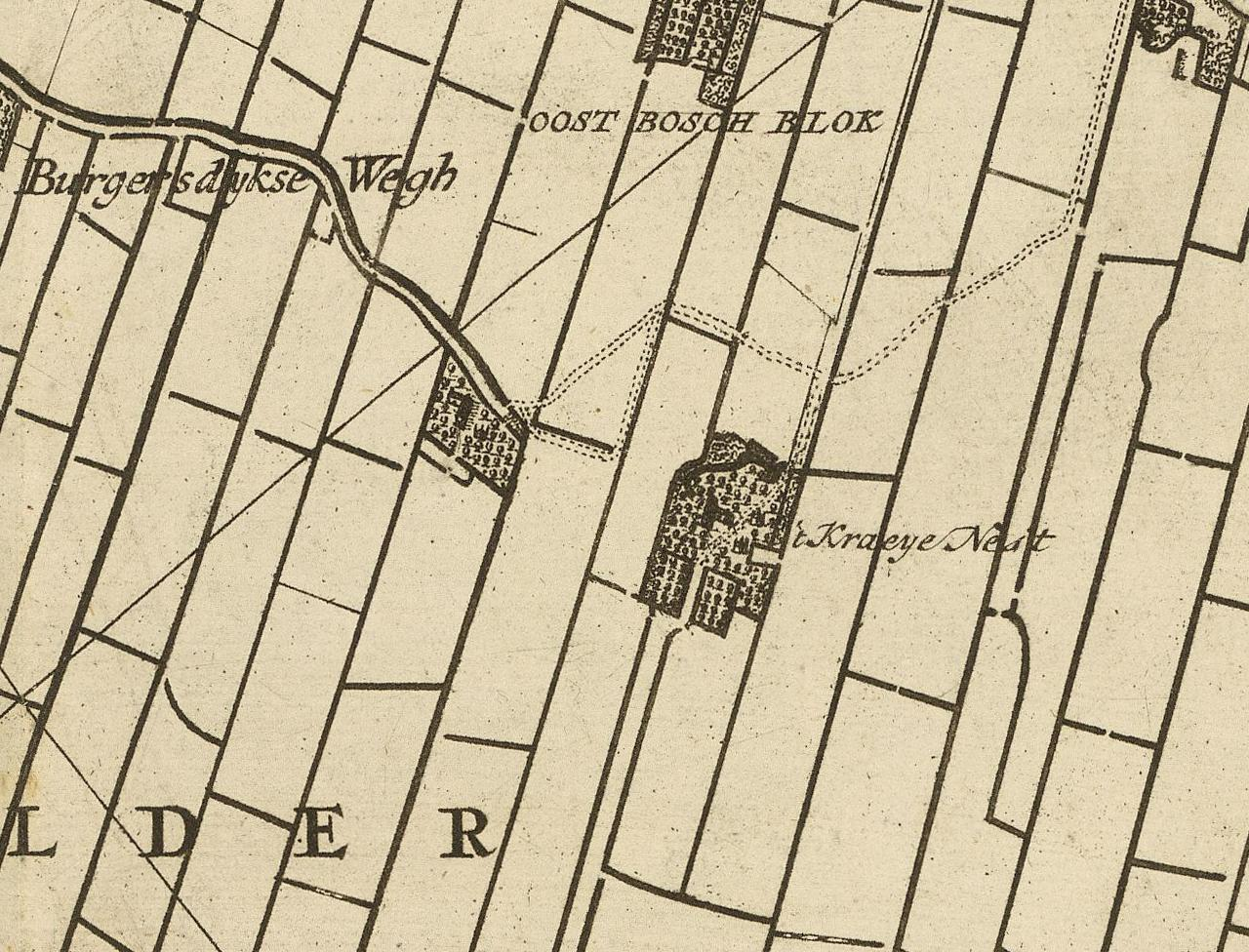
Kaart gemaakt in 1712, toen stond de plek al bekend als 't Kraeyenest
Wapen van Ghijsken of Gijsbrecht uit het Wapenboek Beyeren (voor 1405)

## Trivia
- In De Lier is er een straat, Diepenburg, vernoemd naar de hofstad.